# Cantharus (Brunnen)

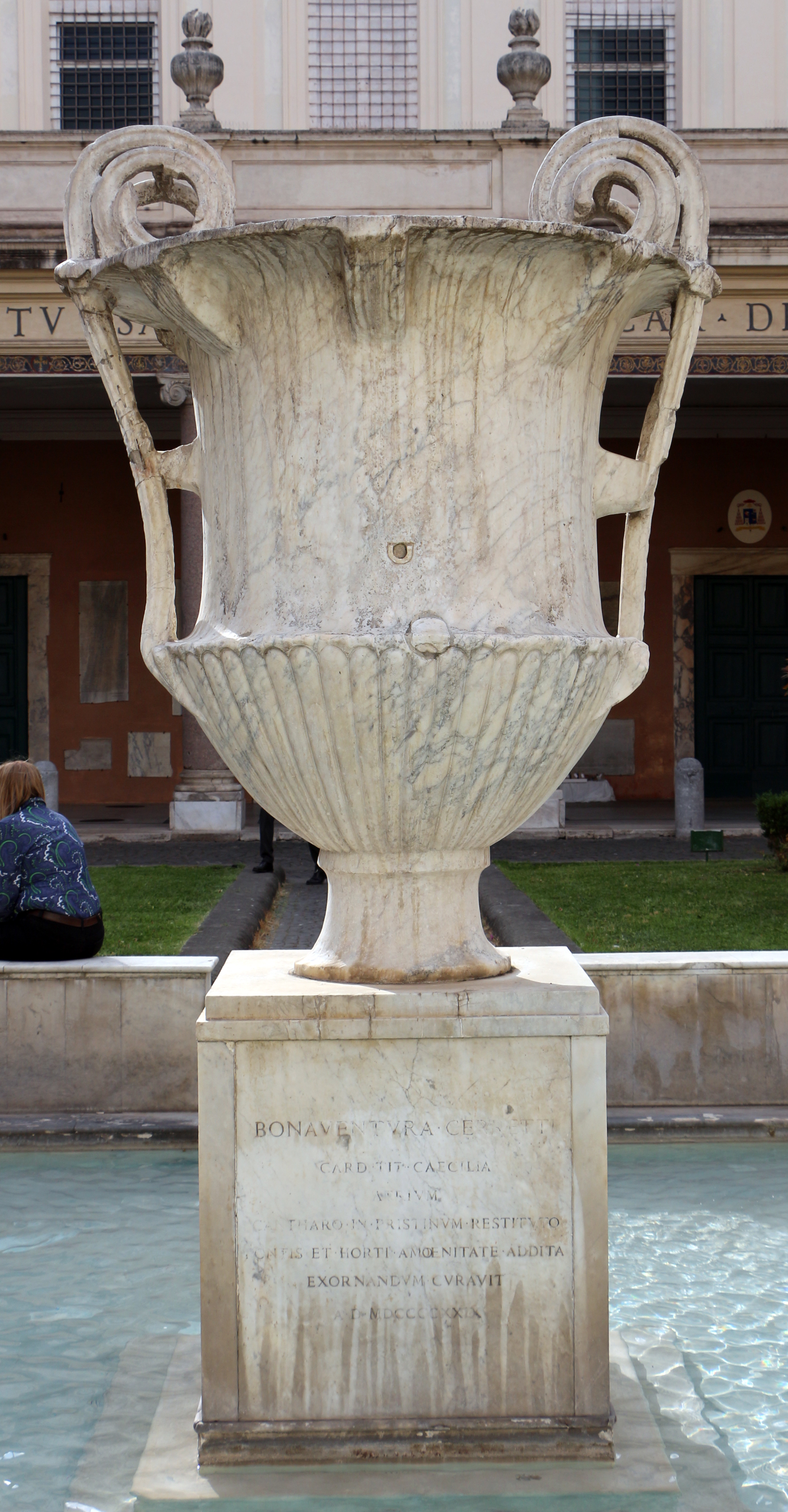
Cantharus vor der Basilika Santa Cecilia in Trastevere

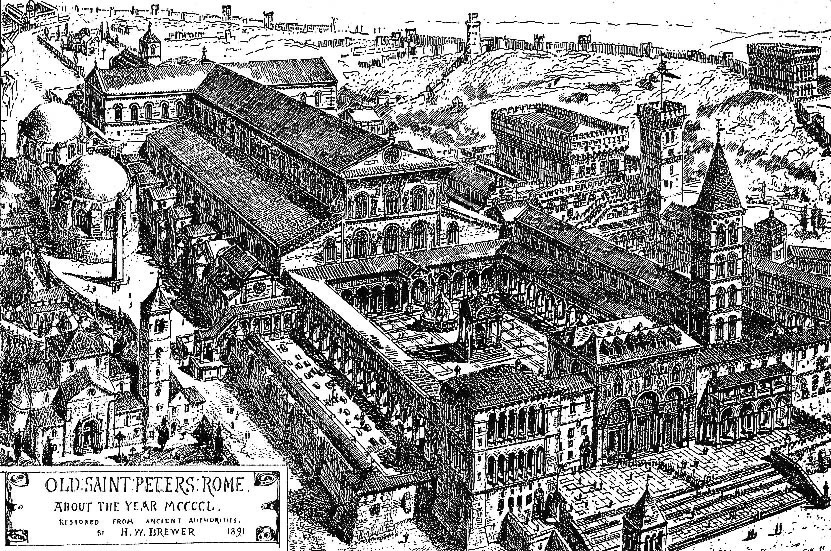
Die alte Basilika von St. Peter mit Peristyl und Cantharus um 1450 (Rekonstruktionszeichnung von 1894).

Der Cantharus war ein Reinigungsbecken im Zentrum des Vorhofs frühchristlicher Basiliken. Das Becken wurde von einer Quelle gespeist, die meist einem Springbrunnen in Form eines großen antiken Kantharos entsprang. 
Der Vorhof, auch als Peristyl bezeichnet, war wie das Atrium eines römischen Hauses auf drei Seiten von Kolonnaden umgeben, die vierte Seite bildete die Säulenhalle vor der Fassade der Kirche. Das Becken im Zentrum war demnach eine Transformation des Impluviums bzw. des Brunnens in einem altrömischen Peristyl. Es diente den Gläubigen dazu, sich vor dem Betreten der Basilika die Hände zum Zeichen der Reinigung zu waschen. Die Katechumenen, die sich auf die Taufe vorbereiteten, durften die Kirche nicht betreten. Sie warteten im Garten dieses Vorhofs, der „Paradies“ genannt wurde. 
Besonders  bekannt waren die Canthari in Rom vor den Basiliken St. Peter und St. Paul. Ein Cantharus vor der Basilika Santa Cecilia in Trastevere ist bis heute erhalten.
Der Cantharus von St. Peter wurde im fünften Jahrhundert unter Papst Symmachus errichtet. Schon unter Papst Damasus (366–384 n. Chr.) waren die Quellen des vatikanischen Hügels gefasst und zur Petersbasilika geleitet worden. Im Zentrum des Cantharus stand ein riesiger Pinienzapfen aus Bronze. Durch ihn wurde das Wasser über ein Bleirohr geleitet und speiste das rechteckige Becken. Der Zapfen soll vom Dach des Hadrian-Grabmals (Engelsburg) stammen. Es ist jedoch wahrscheinlicher, dass der Pinienzapfen erst unter Papst Hadrian I. (772–795 n. Chr.) von den Thermen des Agrippa hinter dem Pantheon hierher gebracht worden ist. In der Zeit davor könnte eine Vase in Form eines Kantharos wie bei anderen Basiliken zur Speisung des Beckens gedient haben. Beim Bau des Petersdomes musste das „Paradies“ dem Neubau weichen.